# 千葉雄太
千葉 雄太（ちば ゆうた、1992年12月21日 - ）は、ラグビーユニオンの選手。2023-24シーズンまで、ジャパンラグビーリーグワンクボタスピアーズ船橋・東京ベイに所属した。

## プロフィール
- 宮城県塩竈市出身。
- ポジションはナンバーエイト(No8)。
- 身長 182 cm、体重 108 kg
- ニックネームはちばちゃん。
- U20日本代表候補に選ばれたことがある[1]。

## 略歴
2011年、仙台育英高校卒業後、立正大学に入る。なお立正大学時代、副将を務めたことがある。
2015年、立正大学卒業後、クボタスピアーズ(現・クボタスピアーズ船橋・東京ベイ)に加入。
2016年10月30日に行われたジャパンラグビートップリーグ第9節のサントリーサンゴリアス戦にて途中出場で公式戦初出場を果たす。
2024年5月、クボタスピアーズ船橋・東京ベイを退団。